# 청년커넥트
청년커넥트는《중앙일보》《뉴스1》《헤럴드경제》보도에 따르면 청년과 사회를 잇는다는 기치 내걸고 출범한 단체이다.
대한민국의 청년들을 대상으로 온·오프라인 강연회를 개최하며, 《서울경제》, 《머니투데이》 청년들을 사회적 약자로 보지 않고 꿈을 꾸는 존재로 보게 만들기 위해 노력하는 사회적 단체이다.
주 활동 소재지는 신촌으로 알려졌다.

## 활동
청년커넥트의 주 활동은 ‘선배님 저희 질문있습니다’‘청년 주거 인테리어 부문 개선’‘에니그마 클라스’등이다.

### 선배님 저희 질문있습니다.
청년커넥트는 매월 강연회를 통해 사회적 저명인사를 초청해 질문 위주의 독특한 강연회를 진행하고 있다. 10월 월간 강연회에는 윤범기 MBN 기자가 초청되었고, 2회 월간 강연회때에는 조성목 서민금융진흥연구원장 겸 한국FPSB 상근부회장이 초청됐다.《동아일보》《국민일보》《서울신문》, 《세계일보》 《국민일보》《일간스포츠》《디지털타임스》 등에서 보도한 바에 따르면 “청년들이 청년들이 자유롭게 질문 할 수 있는 세상이 올 때까지 계속 강연회를 이어가겠다”고 포부를 밝혔다.

### 주택 관련 활동
청년투데이와 손을 잡고 청년주택의 인테리어 부문에 대해 개선점을 찾아 나가는 활동을 하겠다고 밝혔다. 《동아일보》《경향신문》《조선비즈》, 《아시아경제》 《머니투데이》등에서 보도한 바에 따르면 "주거공간은 의식주뿐만 아니라 심적으로 편안한 공간이 되어야 한다"고 주장했다. . 이후에도 《중앙일보》와 《데일리안》에 따르면 1세대 도시계획전문가인 안광석 하나엔지니어링 전무이사를 신임 상임고문으로 추대했다.

### 에니그마 클라스
청년투데이가 에니그마 클라스를 신규 론칭했다. 선배님 저희 질문있습니다와는 다르게 현직자와 소수의 청년들만 참석하며, 강연자와 연사자 모두 비밀로 진행된다. 특히 현직자들이 직무에 관련해서 허심탄회하게 이야기할 수 있어, 청년들에게 많은 관심을 받고 있다.  《연합뉴스》《SBS CNBC》《머니S》등에서 보도한 바에 따르면 에니그마는 '수수께끼'를 뜻하는 그리스어로, PR 분야 전·현직자들이 참여해 청년에게 직무 조언과 비법을 소개하며,첫번째 클라스는 무료로 진행한다고 밝혔다.  .

 《파이낸셜뉴스》에 따르면 첫번째 클라스는 30여분만에 마감했다고 밝혔다.